# Собчук Олена Леонідівна
Оле́на Леоні́дівна Собчу́к (дошлюбне прізвище — Мізернюк; нар. 23 листопада 1995) — українська легкоатлетка, яка спеціалізується в спортивній ходьбі, чемпіонка України.
На національних змаганнях представляє Волинську область.
Тренується під керівництвом Володимира Яловика.
Одружена з легкоатлетом-скороходом Дмитром Собчуком.

## Спортивні досягнення
Посіла 4-е місце на чемпіонаті світу у ходьбі на 50 км (2019).
Срібна призерка Універсіади у ходьбі на 20 км у командному заліку (2019).
Переможниця Кубка Європи з ходьби у командному заліку на дистанції 50 км (2019).
Срібна (2021) та бронзова (2025) призерка командних чемпіонатів Європи з ходьби у командному заліку на дистанції 20 км.
Чемпіонка та призерка чемпіонатів України у різних дисциплінах ходьби.
Рекордсменка України у ходьбі на 35 км (2:54.23; 2019).

## Визнання
- Орден княгині Ольги III ступеня (2019) — за досягнення високих спортивних результатів на XXX Всесвітній літній Універсіаді у м. Неаполі (Італійська Республіка), виявлені самовідданість та волю до перемоги, піднесення міжнародного авторитету України[6].